# Сантијаго Ботеро
Сантијаго Ботеро Ећевери (шп. Santiago Botero Echeverry; Медељин, 27. октобар 1972) је бивши колумбијски професионални бициклиста. Професоналним бициклизмом бавио се од 1996. до 2010. и за то време три пута је био учесник Тур де Франсa и четири пута Вуелте а Еспања. Највећи успеси у каријери су му освајање брдске класификације на Тур де Франсу 2000. и златне медаље на Светском првенству 2002. у хронометарској трци.